# نيان غاو

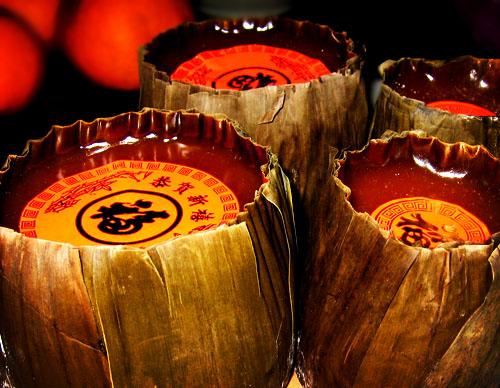

نيان غاو تعني كعكة العام أو كعكة رأس السنة الصينية الجديدة ، هو غذاء محضر من الأرز الدبق ومستهلك بالمطبخ الصيني . وهي متوفرة في محلات السوبر ماركت الآسيوية ومحلات الأغذية الصحية.
وهو الطعام التقليدي الأكثر شعبية خلال السنة الصينية الجديدة . كما يؤكل تقليديا خلال مهرجان قوارب التنين . ويعتبر مثال للحظ السعيد.
كعكة الأرز المصنوعة من الأرز الدبق ، يضاف له الفاصوليا الحمراء، واللونجان أو قصب السكر، يستهلك في وقت اعياد واحتفالات السنة الصينية الجديدة . يوجد أطباق ممثالة بشرق اسيا موتشي.